# Villa Wagram-Saint-Honoré
La villa Wagram-Saint-Honoré est une voie du 8e arrondissement de Paris, en France.

## Situation et accès
La villa Wagram-Saint-Honoré est une voie privée située dans le 8e arrondissement de Paris. Elle débute au 233 bis, rue du Faubourg-Saint-Honoré et se termine en impasse.

## Origine du nom

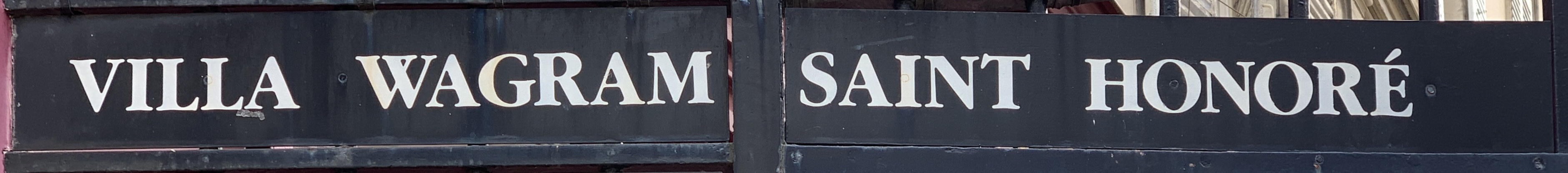
Inscription de la villa.

Elle porte ce nom car elle est située dans le voisinage de l'avenue de Wagram et de la rue du Faubourg-Saint-Honoré.

## Historique
La villa Wagram-Saint-Honoré résulte de la création d'une impasse en 1872 par démolition des bâtiments des n°233 et 233 bis de la rue du Faubourg-Saint-Honoré, remplacés par deux immeubles séparés par une voie bordées de divers bâtiments. En 1887, la majorité des locaux sont des ateliers d'artistes.
À la suite d'un différend entre propriétaires, un traité est passé en 1926 avec la Ville de Paris entrainant la présence d'une impasse privée classée avec droit de passage des propriétaires et règlementation pour les futures constructions. 
La dénomination actuelle date de 1927.
Plusieurs immeubles sont construits de 1926 à 1930 aux n°7, 9, 12 et 19.

## Bâtiments remarquables et lieux de mémoire
De nombreux artistes y ont eu leur atelier.
Les sculpteurs :
- Gustave Michel
- Zacharie Astruc
- ̈Benedict Rougelet
- Alfred Darvant
- Louis Nicolas Adolphe Megret
- Jeanne Itasse-Broquet
- Emmanuel Frémiet
- Denys Puech
- Louis Baralis

Les peintres :
- Marguerite Godin
- Jean-Baptiste Cherfils[2].

Georges Remi, alias Hergé, y a habité de nombreuses années.